# Mniotype bathensis
Mniotype bathensis is een vlinder uit de familie uilen (Noctuidae). De wetenschappelijke naam is, als Hadena bathensis, voor het eerst geldig gepubliceerd in 1900 door Lützau.
De soort komt voor in Europa.

## Synoniemen
- Hadena adusta var. moesta Staudinger, 1897
- Crino adusta urupino Bryk, 1942
- Polia urupolia Bryk, 1942
- Blepharita hoenei Sugi, 1959 non Heydemann, 1938